# Röthmoorgraben
El Röthmoorgraben és un riu de l'estat d'Hamburg (Alemanya). Neix a l'aiguamoll del Röthmoor al nucli de Schnelsen i desemboca al Kollau al mateix nucli, a la frontera amb el nucli de Niendorf.
Fotos d'amunt a avall

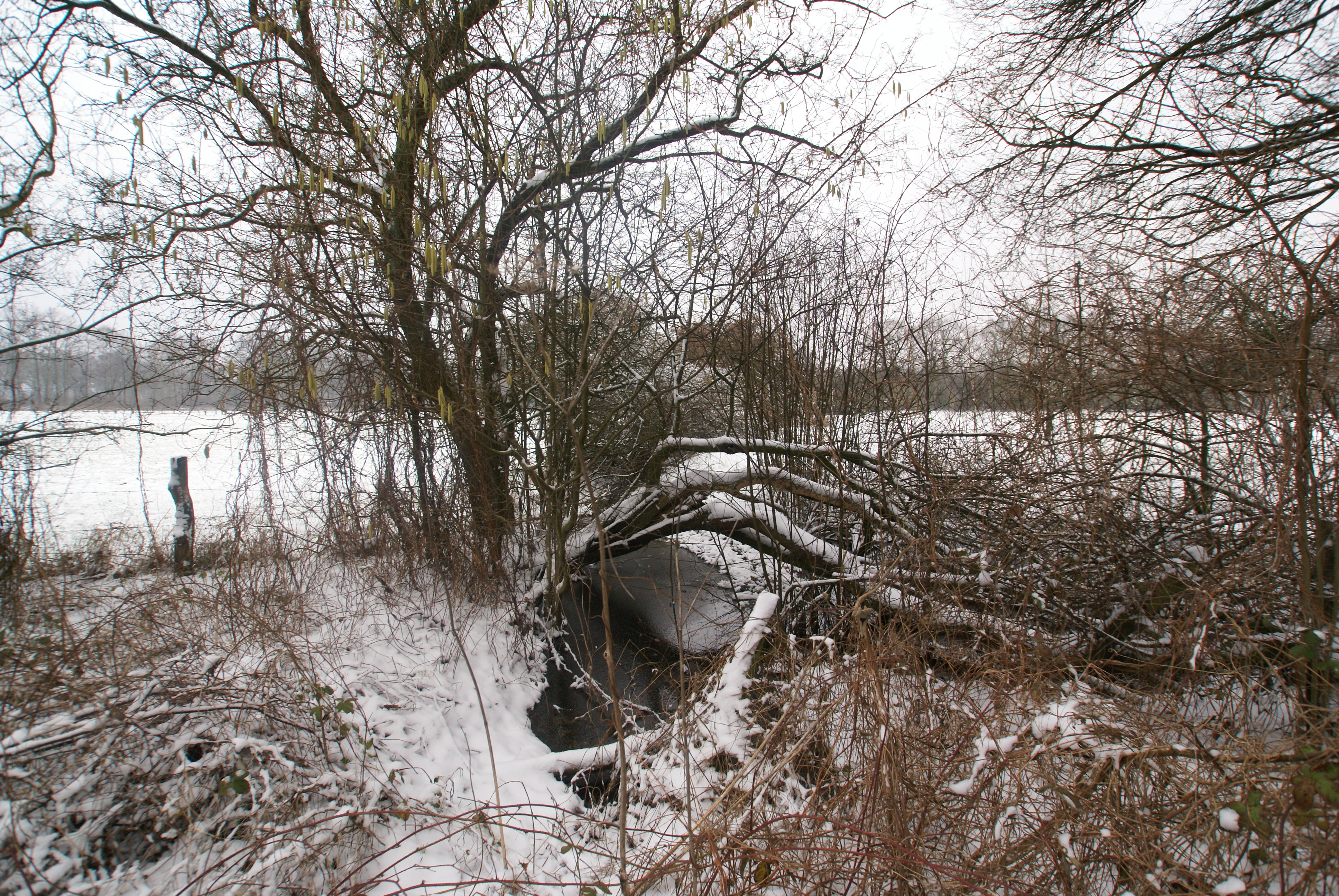
Al Röthmoorweg en amunt
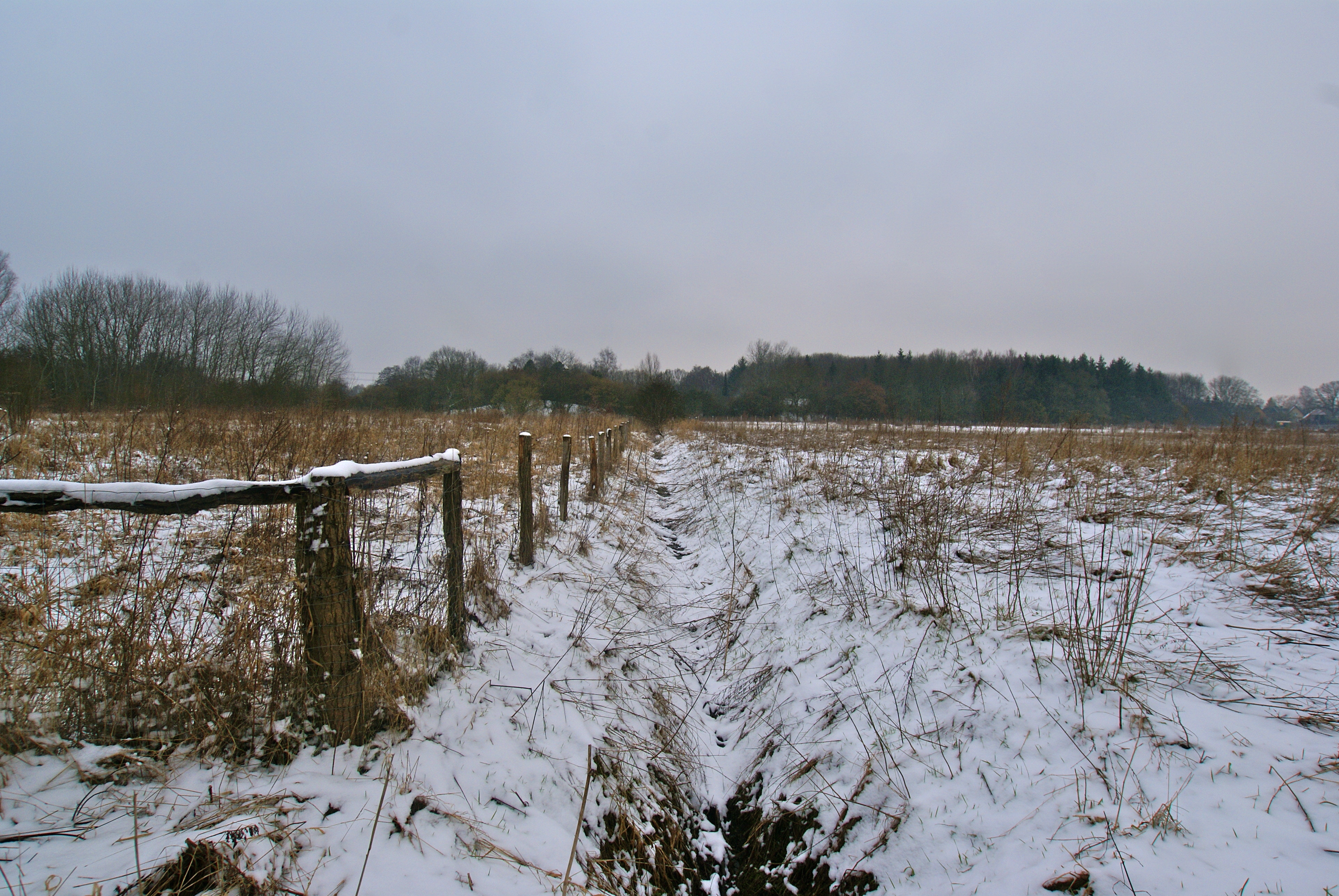
El rierol sec travessa l'aiguamoll del Röthmoor
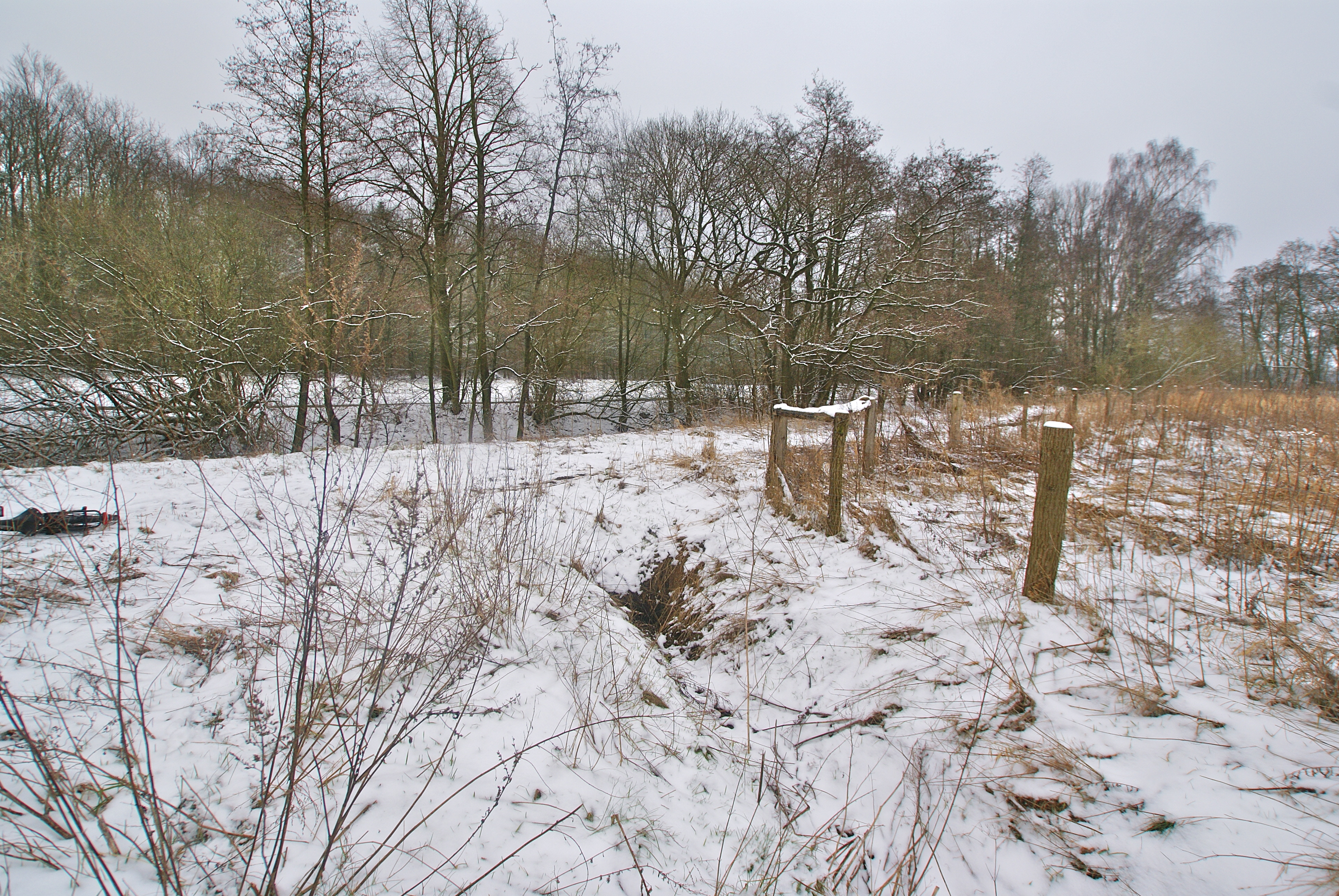
El conducte sota el sender al marge del Kollau
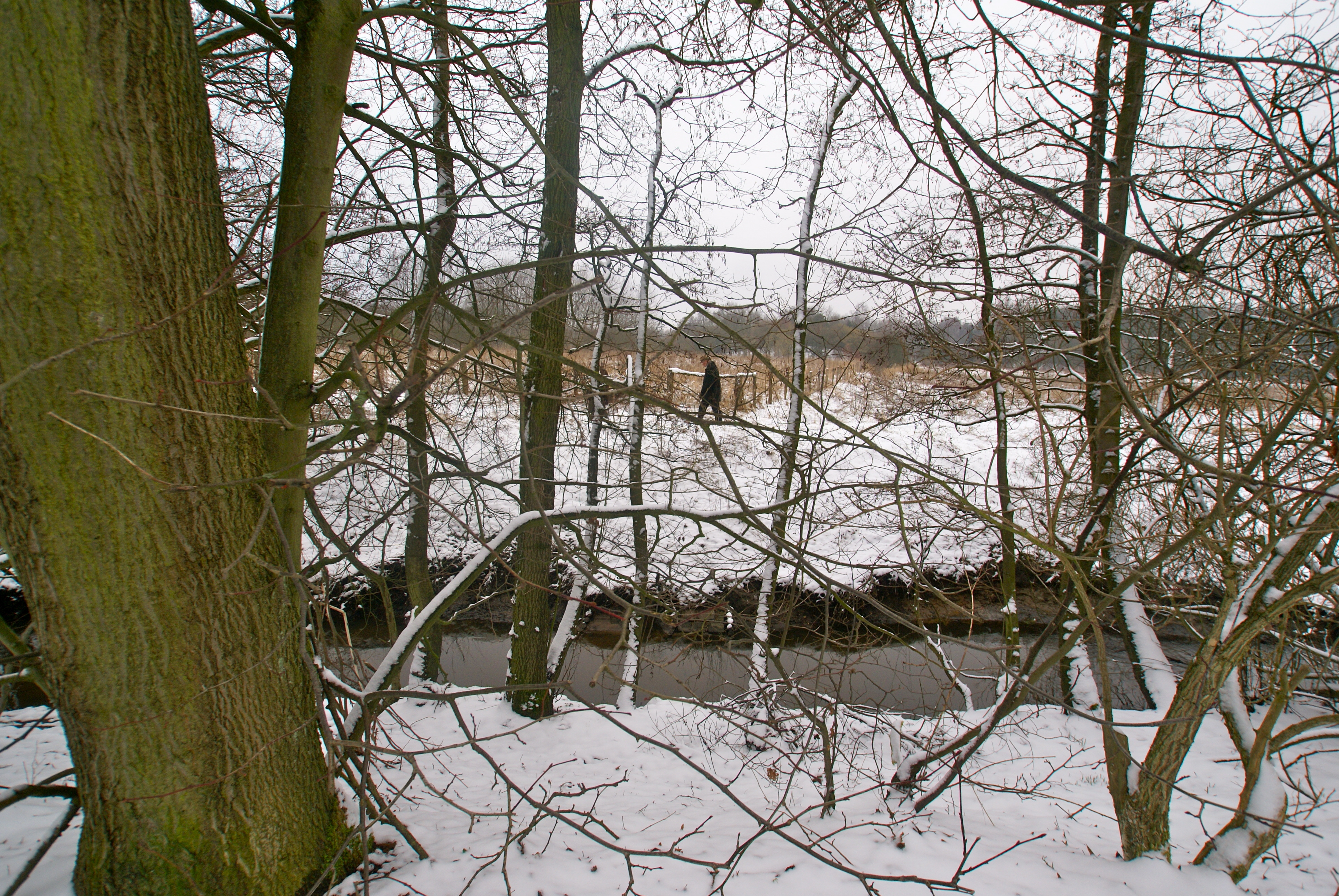
Aiguabarreig per un conducte sota el sender al marge dret del Kollau